# Erwin Hieger
Erwin Hieger (Bécs, 1920. május 8. – Hollywood, Kalifornia, USA, 2016. január 28. osztrák-perui nemzetközi labdarúgó-játékvezető.

## Pályafutása

### Nemzeti játékvezetés
Peruba emigrált, ahol professzionális játékvezetőként szolgálta a labdarúgást. 1955-ben lett a perui élvonal játékvezetője.

### Nemzetközi játékvezetés
A Perui labdarúgó-szövetség Játékvezető Bizottsága (JB) terjesztette fel nemzetközi játékvezetőnek, a Nemzetközi Labdarúgó-szövetség (FIFA) 1957-től tartotta nyilván bírói keretében. Több nemzetek közötti válogatott és klubmérkőzést vezetett, vagy működő társának partbíróként segített. Az aktív nemzetközi játékvezetéstől 1972-ben búcsúzott.

#### Dél-Amerika Bajnokság
Peru rendezte az 1957-es Dél-Amerika Bajnokság döntő selejtezőit, ahol a CONMEBOL JB még osztrák állampolgárként foglalkoztatta bíróként.
| Időpont           | Helyszín              | Mérkőzés típusa | Mérkőzés          | Eredmény | Nézők száma |
| ----------------- | --------------------- | --------------- | ----------------- | -------- | ----------- |
| 1957. március 7.  | Nemzeti Stadion, Lima | körmérkőzés     | Uruguay–Ecuador   | 5 : 2    | 50 000      |
| 1957. március 20. | Nemzeti Stadion, Lima | körmérkőzés     | Argentína–Uruguay | 4 : 0    | 40 000      |
| 1957. március 21. | Nemzeti Stadion, Lima | körmérkőzés     | Chile–Kolumbia    | 3 : 2    | 45 000      |
| 1957. március 24. | Nemzeti Stadion, Lima | körmérkőzés     | Chile–Ecuador     | 2 : 2    | 45 000      |
| 1957. március 28. | Nemzeti Stadion, Lima | körmérkőzés     | Uruguay–Brazília  | 3 : 2    | 50 000      |
| 1957. április 1.  | Nemzeti Stadion, Lima | körmérkőzés     | Uruguay–Chile     | 2 : 0    | 40 000      |

#### Olimpia
Mexikó rendezte az 1968. évi nyári olimpiai játékok-at, ahol a FIFA JB hat alkalommal (az egyik legfoglalkoztatottabb szereplő volt) bízta meg közreműködői feladattal. A FIFA JB elvárásának megfelelően, ha nem vezetett, akkor valamelyik működő társának segített partbíróként. Vezetett mérkőzéseinek száma: 2 + 4 (partbíró).
| Időpont           | Helyszín                    | Mérkőzés típusa        | Mérkőzés             | Partbírók                        | Eredmény |
| ----------------- | --------------------------- | ---------------------- | -------------------- | -------------------------------- | -------- |
| 1968. október 15. | Azteca Stadion, Mexikóváros | selejtező (A. csoport) | Franciaország–Mexikó | Karol Galba/Milivoje Gugulovićs  | 4 : 1    |
| 1968. október 18. | Azteca Stadion, Mexikóváros | selejtező (B. csoport) | Spanyolország–Japán  | Milivoje Gugulovićs/Zsolt István | 0 : 3    |

| Időpont           | Helyszín                    | Mérkőzés típusa | Mérkőzés           | Játékvezető          | Eredmény |
| ----------------- | --------------------------- | --------------- | ------------------ | -------------------- | -------- |
| 1968. október 22. | Azteca Stadion, Mexikóváros | egyik elődöntő  | Magyarország–Japán | Romualdo Arppi Filho | 5 : 0    |